# Olivier Staub
Olivier Staub, né le 1er juillet 1967 en France, est un réalisateur et photographe publicitaire canadien.

## Biographie
Né en France, Olivier Staub grandit à Montréal au Canada. Jeune et passionné par la photographie, il retourne en Europe apprendre son métier sous la direction de son mentor Michel Desmarteau, pionnier de la photographie commerciale automobile,.
De retour à Montréal en 1994, Staub réalisera d'importantes campagnes publicitaires pour de grandes marques telles que le Cirque du Soleil,, Volkswagen, Coca-Cola et Nike,,.
En 1995, Staub contribue à l'exposition Beauté Mobile au Musée des Beaux-Arts de Montréal en photographiant de très rares voitures de collections un peu partout dans le monde,,.
En 2004, Olivier Staub fonde sa propre entreprise Staub Studio, une maison de production audiovisuelle pionnière du modèle intégré, proposant une offre créative complète dans le domaine de la photographie publicitaire, de la publicité télévisée ainsi que du contenu web et de la post-production,. En 2007, le groupe Attraction Média se porte acquéreur d'une partie de l'entreprise.
En 2010, Staub Studio fusionne avec Films Traffik et 6ix degrés afin de former La Cavalerie qui deviendra rapidement la référence en production intégrée publicitaire au Québec. Un des mandats phare de la production intégrée fut la campagne de recrutement Rio Tinto qui englobera des films à grand déploiement, des campagnes imprimées et du contenu web.
Reconnu pour son style cinématographique et son sens unique du storytelling. Staub réalise notamment en 2015 "37 Days" pour Groupe Atlantic, une publicité mondialement acclamée tournée au sommet d'un glacier qui remporte en 2015, plus de 67 prix internationaux dont 4 lions au Festival International de Cannes selon le Gun Report,,. Pour réaliser cette publicité avec l'agence Leo Burnett Paris, Staub et son équipe héliportent un cube de verre de plusieurs tonnes, jusqu'au sommet d'un glacier afin de filmer la poétique reprise de la vie dans des conditions extrêmes. Sous l'effet de la chaleur et de la lumière, au milieu de ce désert blanc, la vie semble miraculeusement reprendre sous nos yeux, à l'intérieur de ce massif cube de verre.
Staub signe également des campagnes choc pour des marques comme Pantène. Entre autres, la Campagne Projet C, pour le marché asiatique, confrontant un mannequin et un Boeing 767 provoquera 24.8 millions d'impressions en une seule journée.
Impliqué dans de nombreux projets à caractère humanitaire, Staub réalise des films d'envergure pour Médecins sans frontières et Humanity & Inclusion. La campagne pour Humanity & Inclusion en collaboration avec Cossette tourné dans les camps de réfugiés birmans en Thaïlande sera récompensé par un Lion de Bronze au Festival de Cannes en 2017.
Personnalité reconnue du monde publicitaire, Staub est régulièrement publié dans les magazines professionnels internationaux tel que Shots,, Little Black Book,, et Campaign Brief,. Fréquemment sollicité à titre de juge ou président de jury au sein de divers concours tel que IDEA, discipline Craft/Production (2020,), Marketing Awards (2018), CRÉA (2017) et Lux (2015), il est également invité comme conférencier et panéliste dans des événements tels que la conférence Entertainment Management à Montréal (2019), Canadian Media Directors Council à Toronto (CMDC, 2018,), L'édition des Lions de Cannes 2016 d'Infopresse à Montréal et Les Lions de Cannes débarquent à Montréal présenté par le réseau APCM (2015).
Adepte de grands espaces, d'expéditions et surtout du grand nord canadien, Staub poursuit en parallèle sa passion pour la photographie animalière et les paysages. Ses travaux photographiques l'emmèneront à parcourir le globe, donnant naissance à de nombreuses séries de photos inédites tel que "African Encounters", "Herons, Mystic Birds" récompensées dans divers concours internationaux,.
Aujourd'hui, Olivier Staub est représenté à travers le monde soit à Montréal chez Les Enfants, à Toronto chez Someplace Nice TV, en Australie chez The Producers, en France chez La Belle Façon et finalement, en Asie, aux États-Unis et en Angleterre par Great Guns.

## Prix & Distinctions

### Publicité
- Concours Idea, Argent - Réalisation, 2020 : Société de l'assurance automobile du Québec "Loop"[57]
- Concours Idea, Bronze - Direction photo, 2020 : Société de l'assurance automobile du Québec "Loop"[58]
- Concours Idea, Bronze - Design sonore, 2020 : Société de l'assurance automobile du Québec "Loop"[59]
- The New York Festival Awards, Argent - Film Craft, 2019 : Sharham "Find the One"[60]
- BADC Awards, Bronze - Film Craft, 2019 : Sharham "Find the One"
- Festival international de la créativité de Cannes, Lion Bronze  - Design, 2018 : Humanity International "Be a lifeline"[61]
- Concours Créa, Lauréat - Imprimé, Service Public, 2018 : SAAQ "Le Cannabis allonge le temps de réaction"[62]
- Exposition Act Responsible (en marge du Festival international de la créativité de Cannes), Premier prix - Éducation, 2018 : SAAQ "Le Cannabis allonge le temps de réaction"[63]
- Applied Arts Photography Awards, Lauréat - Advertising Photography, 2018 :  SAAQ "Le Cannabis allonge le temps de réaction" [64]
- Applied Arts Advertising Awards, Lauréat - PSA/Charity (Any Length) Single, 2017 : Médecins Sans Frontières "Scalpel"[65]
- Marketing Awards, Bronze - OnlineFilm Single, 2017 : Médecins Sans Frontières "Scalpel"[66]
- Concours Créa, Prix - Film Organisme à But Non Lucratif / Cause Humanitaire / Groupe d'Intérêt, 2017 : Médecins Sans Frontières "Scalpel" [67]
- Concours Créa, Prix - Imprimé Organisme à But Non Lucratif / Cause Humanitaire / Groupe d'Intérêt, 2017 : Médecins Sans Frontières "It Takes Many to Save One" [68]
- Concours Créa, Grand Prix - Affichage - Services Publics, 2017 : Le Garde-Manger pour Tous "Remplir le Vide"[69]
- Concours Créa, Grand Prix Artisan - Photographie, 2017 : Le Garde-Manger pour Tous "Remplir le Vide"[70]
- Advertising & Design Club of Canada Awards, Or - Advertising, Newspaper Ad, Single, 2016 : Boutique Studio "Blouse"[71]
- Advertising & Design Club of Canada Awards, Argent - Advertising, Advertising Transit, Single, 2016 : Boutique Studio "Blouse"[72]
- Advertising & Design Club of Canada Awards, Argent - Advertising, Newspaper Ad, Campaign, 2016 : Boutique Studio "Arrive First"[73]
- Communication Arts Advertising Awards, Award of Excellence - Advertising, 2016 : Arctic Garden's "Remove The Grimace"[74]
- Festival international de la créativité de Cannes, Shortlist Lions - Print & Publishing, 2016 : Boutique Studio, "Arrive First - Legging"[75]
- Festival international de la créativité de Cannes, Shortlist Lions - Print & Publishing, 2016 : Boutique Studio, "Arrive First - Blouse"[75]
- Festival international de la créativité de Cannes, Shortlist Lions - Print & Publishing, 2016 : Boutique Studio, "Arrive First - Sweater"[75]
- The New York Festival Awards, Deuxième Prix - Film Crafts - Art Direction, 2016: Group Atlantic, "37 Days"
- The New York Festival Awards, Troisième Prix - Film - Product & Service, 2016: Group Atlantic, "37 Days"
- ADC Annual Awards, Cube Argent - Film Advertising Crafts - Cinematography, 2016: Group Atlantic, "37 Days"[76]
- ADC Annual Awards, Cube Argent - Motion - Art Direction, 2016: Group Atlantic, "37 Days"[77]
- The One Show Awards, Crayon bronze - Consumer - Online Films & Video / Event or Live Webcast - Single, 2016: Group Atlantic, "37 Days"[78]
- The One Show Awards, Crayon argent - Craft - Cinematography, 2016: Group Atlantic, "37 Days"[79]
- The One Show Awards, Crayon bronze - Consumer - Online Films & Video / Long Form - Single, 2016: Group Atlantic, "37 Days"[80]
- The One Show Awards, Mérite - Innovation - Environmental / Immersive Design, 2016: Group Atlantic, "37 Days"[81]
- The One Show Awards, Mérite - Consumer - Ambient/Environmental, 2016: Group Atlantic, "37 Days"[78]
- The One Show Awards, Mérite - Consumer - Environmental / Immersive Design / Brand Installations, 2016: Group Atlantic, "37 Days"[82]
- The D&AD Awards, Crayon Graphite - Film Craft, 2016: Group Atlantic, "37 Days"[83]
- Personnalité Infopresse de l'année, 2015[84]
- Cristal Festival (en), Grand Cristal - Design - Environmental Design, 2015: Group Atlantic, "37 Days"[85]
- Cristal Festival, Gold Cristal - Design - Environmental Design, 2015: Group Atlantic, "37 Days"[85]
- Cristal Festival, Silver Cristal - Online video - Best Branded Content, 2015: Group Atlantic, "37 Days"[85]
- Cristal Festival, Bronze Cristal - Film Craft - Art Direction, 2015: Group Atlantic, "37 Days"[85]
- Eurobest Awards, Bronze - Film Craft, 2015: Group Atlantic, "37 Days"[86]
- London International Awards, Or - Non-traditional - Branded Content, 2015: Group Atlantic, "37 Days"[87]
- London International Awards, Argent - Non-traditional - Home Furnishings/Appliances, 2015: Group Atlantic, "37 Days"[87]
- London International Awards, Argent - Online Film - Production & Post-production - Production Design, 2015: Group Atlantic, "37 Days"[87]
- Kinsale Shark Awards, Argent - International Film Craft - Best cinematography, 2015: Group Atlantic, "37 Days"[88]
- Kinsale Shark Awards, Bronze - International Film Craft - Best art direction / Production Design, 2015: Group Atlantic, "37 Days"[88]
- Kinsale Shark Awards, Bronze - International Film Craft - Household Goods, Appliances & Furnishings, 2015: Group Atlantic, "37 Days"[88]
- Clio Awards, Bronze - Design - Direct Marketing, 2015: Group Atlantic, "37 Days"[89]
- Festival international de la créativité de Cannes, Lion Or - Film Craft - Production Design / Art Direction, 2015: Group Atlantic, "37 Days"[90]
- Festival international de la créativité de Cannes, Lion Or - Film Craft - Achievement in Production, 2015: Group Atlantic, "37 Days"[90]
- Festival international de la créativité de Cannes, Lion Bronze - Film - Other Consumer Products, 2015: Group Atlantic, "37 Days"[90]
- Festival international de la créativité de Cannes, Lion Bronze - Film Craft - Use of Original Music, 2015: Group Atlantic, "37 Days"[90]
- Festival international de la créativité de Cannes, Shortlist - Film Craft - Cinematography, 2015: Group Atlantic, "37 Days"[65]
- Festival international de la créativité de Cannes, Shortlist - Film Craft - Editing, 2015: Group Atlantic, "37 Days"[65]
- Photography Masters Cup, Nommé - Abstract, 2014: White[91]
- Photography Masters Cup, Nommé - Abstract, 2014: Liquid[91]
- Photography Masters Cup, Nommé - Advertising, 2014: Astral, "SeeWhatYouWantToSee"[91]
- Photography Masters Cup, Nommé - Sport, 2014: BRP, "Mud"[91]
- Photography Masters Cup, Mention honorable - Advertising, 2014: ANEB, "Annorexia_How She Is"[91]
- Photography Masters Cup, Mention honorable - Advertising, 2014: Amnesty, "Writing Marathon"[91]

### Beaux-arts
- Applied Arts Photography Awards, Lauréat - Nature, Landscape & Wildlife, 2019 : Petra, The Forgotten[92]
- Applied Arts Photography Awards, Lauréat - Nature, Landscape & Wildlife, 2017 : Sea Dragons[93]
- Communication Arts, Photography: African Encounters - Public Speaker[94]
- Communication Arts, Award of Excellence - Photography, 2014: Herons[95]
- International Color Awards, Nommé - Abstrait, 2015: Mother Earth - White Veins[91]
- International Color Awards, Nommé - Faune, 2015: African Encounters - Kudu[91]
- International Color Awards, Nommé - Faune, 2015: African Encounters-  Rhinoceros[91]
- International Color Awards, Nommé - Faune, 2015: African Encounters-  Baboon[91]
- International Color Awards, Nommé - Faune, 2015: African Encounters-  Helmeted Guineafowl[91]
- Concours Lux Photographie, Lauréat - Nature-Faune, 2015: Herons[96]
- Concours Lux Photographie, Grand Prix - Portrait non publié, 2015: African Encounters[97],[51]
- Applied Arts Photography Awards, Lauréat - Portrait, 2015: Tuk Tuk Brothers[98]
- Applied Arts Photography Awards, Lauréat - Nature, Landscape & Wildlife, 2015: African Encounters[99]
- Applied Arts Photography Awards, Lauréat - Nature, Landscape & Wildlife, 2015: Public Speaker[100]
- Photography Masters Cup, Nommé - Wildlife, 2014: Madness[91]
- Photography Masters Cup, Nommé - Wildlife, 2014: Elephant[91]
- Photography Masters Cup, Nommé - Wildlife, 2014: Time Guardian[91]
- Photography Masters Cup, Nommé - Wildlife, 2014: Orange Devil[91]
- Photography Masters Cup, Mention honorable - Aerial, 2014: Leaving Las Vegas[91]
- Applied Arts Photography Awards, Lauréat - Nature & Landscape, 2014: Herons[101]
- Musée des Beaux-Arts de Montréal, Exposition Beauté Mobile, 1995[9],[10]